# Poplar (DLR)

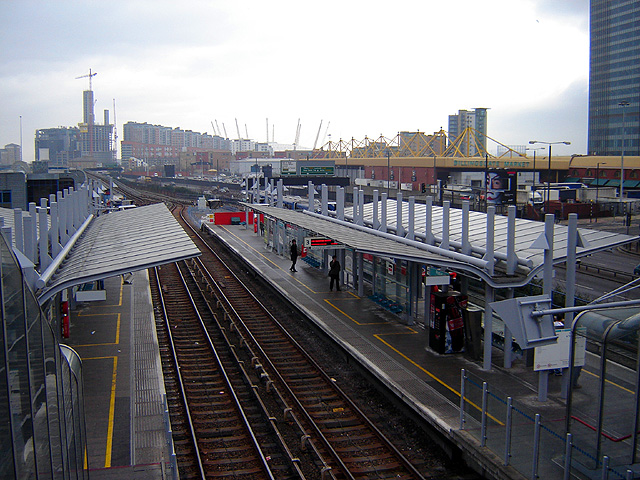
Station Poplar, Blick in Richtung Südosten

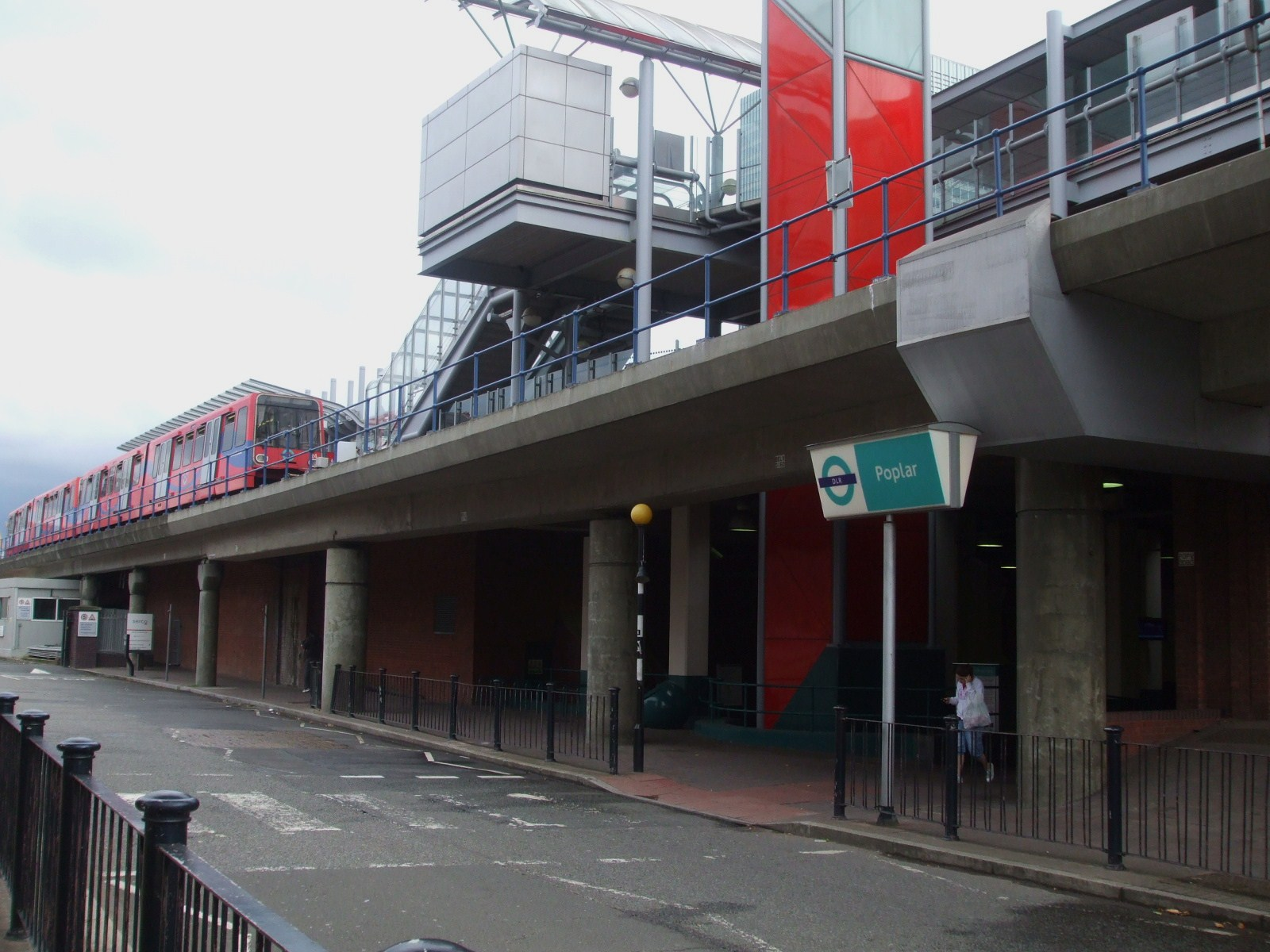
Eingang zur Station

Poplar ist eine Station der Docklands Light Railway (DLR) im Londoner Stadtbezirk London Borough of Tower Hamlets. Sie liegt in der Travelcard-Tarifzone 2 am Aspen Way im Stadtteil Poplar.

## Anlage
Poplar ist eine der meistfrequentierten Stationen, da hier vier der fünf DLR-Teilstrecken zusammentreffen: Nach Westen in Richtung Bank und Tower Gateway, nach Süden in Richtung Lewisham, nach Osten in Richtung Beckton und King George V sowie nach Norden in Richtung Stratford.
An der Nordseite der Station befindet sich das Kontrollzentrum der DLR, von wo aus die vollautomatisch verkehrenden Züge gesteuert und überwacht werden, sowie das kleinere der beiden Depots. Dieses ist durch zwei Gleise mit einem minimalen Radius von 40 Metern an die Strecke angebunden; dabei handelt es sich um die engste Kurve des gesamten DLR-Netzes.

## Geschichte
Die Station wurde am 31. August 1987 eröffnet. Sie war zunächst sehr einfach ausgestattet und bestand aus drei Gleisen und zwei kurzen Bahnsteigen von je 30 Metern Länge. Unmittelbar westlich davon waren die drei Teilstrecken des Grundnetzes durch ein einfaches Gleisdreieck miteinander verbunden. Die markante, weit über den Erwartungen liegende Zunahme der Fahrgastzahlen machte zu Beginn der 1990er Jahre einen vollständigen Neubau der Station unter laufendem Betrieb notwendig. Anstelle des Gleisdreiecks entstand ein komplexes und leistungsfähiges Kreuzungsbauwerk, es kam ein viertes Gleis hinzu und die Länge der beiden Mittelbahnsteige wurde verdoppelt. Schließlich konnte am 28. März 1994 die Strecke in Richtung Beckton eröffnet werden.
Die Gegend nördlich der West India Docks wurde bereits während der Hochblüte der Docklands durch Eisenbahnlinien erschlossen. Es gab zwei Bahnhöfe namens Poplar, allerdings nicht am Standort der heutigen DLR-Station:
- Der Bahnhof Poplar der London and Blackwall Railway befand sich dort, wo heute die Station Blackwall ist. Sie wurde 1845 eröffnet und war bis zum 3. Mai 1926 in Betrieb.[2]
- Der Bahnhof Poplar (East India Road) der North London Railway war von 1866 bis 1944 in Betrieb. Er lag an der East India Dock Road am Standort der heutigen Station All Saints.[3]

Seit Mai 2022 gibt es eine direkte Umsteigemöglichkeit zum Bahnhof Canary Wharf der Abbey-Wood-Zweigstrecke der Elizabeth Line.